# Christus Koningkerk (Hoensbroek)
De Christus Koningkerk is een kerkgebouw aan het Pius XII-plein in de wijk Nieuw Lotbroek in de Limburgse plaats Hoensbroek, gemeente Heerlen. Het bouwwerk is een ontwerp van het architectenbureau Swinkels en Salemans en werd na de bouw van een jaar in 1964 voltooid. Het gebouw werd in 2010 aan de eredienst onttrokken en in 2015 verkocht aan een particulier.
De kerk werd op initiatief van pastoor Frencken gebouwd en is opgetrokken uit geprefabriceerd beton. Tot zover bekend is deze Christus Koningkerk de enige kerk in Nederland die op deze manier is ontstaan. Op 23 juni 2012 werd tevens bekend dat een lokaal genootschap het gebouw tot monument wil laten verklaren.